# Béla Tóth
Béla Tóth (Budapest, 19 aprile 1943) è uno scacchista ungherese naturalizzato italiano dal 1973.

## Carriera scacchistica
Ottenne il titolo di Maestro all'età di 20 anni. Trasferitosi in Italia nei primi anni '70, ottenne il titolo di Maestro Internazionale nel 1974.
Tóth vinse quattro volte il Campionato italiano: a Pesaro nel 1975, a Lucca nel 1976, ad Agnano nel 1980 e ad Arco di Trento nel 1982.
Partecipò con l'Italia a quattro Olimpiadi dal 1974 al 1984. Alle olimpiadi di Haifa 1976 vinse una medaglia d'argento individuale in 2ª scacchiera. Giocò in tutto 53 partite col risultato complessivo del 56%, delle quali 24 vinte, 12 pareggiate e 17 perse. 
Si è classificato 2º nei tornei "Banco di Roma" del 1976 e 1977, e 3º-4º nel torneo del 1984.
Nel 1978 Tóth vinse l'11º Campionato Europeo per corrispondenza 1973-78, con 12 punti su 14.
Ha vinto tre volte il festival di Bratto: nel 1978, 1979 e 1983.
Nel 1982, giocando in 1ª scacchiera, ha vinto il 19º Campionato italiano a squadre con la Società Scacchistica Milanese.
Verso la metà degli anni ottanta si è trasferito ad Allschwil in Svizzera, dove svolge l'attività di istruttore presso il locale circolo di scacchi. Ha scritto diversi libri, tra cui Damengambits Minoritätsangriff (1987) e Die Russische Verteidigung (1987).
Ha raggiunto il proprio record di punti Elo nell'aprile 1985 con 2577 punti.

## Alcune sue partite
- Milan Matulović - Béla Tóth, zonale di Budapest 1972, difesa Russa C43, 0-1, su chessgames.com.
- Béla Tóth - Roberto Cosulić, Campionato italiano Lucca 1976, Nimzoindiana E45, 1-0, su chessgames.com.
- Jan Timman - Béla Tóth, Reggio Emilia 1984/85, difesa Ortodossa D60, 0-1, su chessgames.com.
- Béla Tóth - Borislav Ivkov, Nuoro 1984, difesa Benoni A56, 1-0, su chessgames.com.
- Vlastimil Hort - Béla Tóth, Camp. svizzero a squadre 1987, difesa Ortodossa D67, 0-1, su chessgames.com.